# CFU Club Championship 2015
Navigation
Édition précédente Édition suivante
Le CFU Club Championship 2015 est la dix-septième édition de cette compétition. Elle se dispute entre quinze équipes provenant de neuf associations de l'Union caribéenne de football.
Les trois meilleures équipes se qualifient pour la Ligue des champions de la CONCACAF 2015-2016.

## Participants
La compétition est ouverte à tous les champions et vice-champions des championnats membres de la CFU s'étant terminés avant la fin 2014. Les inscriptions pour tous les clubs intéressés se sont closes le 31 décembre 2014. La CONCACAF a décidé d'élargir les critères d'admission et le tournoi n'est désormais plus limité aux équipes professionnelles, les clubs amateurs peuvent donc s'inscrire pour cette compétition.
Un total de 15 équipes, provenant de 9 associations de la CFU, entrent dans la compétition. Le tableau des clubs participants est donc le suivant :
| Nation             | Club                    | Qualification                                   |
| ------------------ | ----------------------- | ----------------------------------------------- |
| Antigua-et-Barbuda | SAP FC                  | Champion d'Antigua-et-Barbuda 2013-2014         |
| Bahamas            | Lyford Cay FC Dragons   | Champion des Bahamas 2013-2014                  |
| Guadeloupe         | CS Moulien              | Champion de Guadeloupe 2013-2014                |
| Guadeloupe         | Unité sainte rosienne   | Vice-champion de Guadeloupe 2013-2014           |
| Guyana             | Alpha United FC         | Champion du Guyana 2013-2014                    |
| Guyana             | Guyana Defence Force FC | Vice-champion du Guyana 2013-2014               |
| Haïti              | América FC              | Vainqueur du Tournoi d'ouverture d'Haïti 2014   |
| Haïti              | Don Bosco FC            | Vainqueur du Tournoi de clôture d'Haïti 2014    |
| Jamaïque           | Montego Bay United FC   | Champion de Jamaïque 2013-2014                  |
| Jamaïque           | Waterhouse FC           | Vice-champion de Jamaïque 2013-2014             |
| Suriname           | Inter Moengotapoe       | Champion du Suriname 2013-2014                  |
| Suriname           | SV Excelsior            | Vice-champion du Suriname 2013-2014             |
| Trinité-et-Tobago  | W Connection FC         | Champion de Trinité-et-Tobago 2013-2014         |
| Trinité-et-Tobago  | Central FC              | Vice-champion de Trinité-et-Tobago 2013-2014    |
| Îles Vierges am.   | Helenites SC            | Champion des îles Vierges américaines 2013-2014 |

| Suriname : Inter Moengotapoe SV Excelsior SAP FC Lyford Cay FC Dragons CS Moulien Unité Sainte Rosienne Alpha United FC Guyana Defence Force América FC Don Bosco FC Montego Bay United FC Waterhouse FC W Connection FC Central FC Helenites SC |

Les fédérations suivantes n'ont pas présenté d'équipe lors de cette édition de la compétition :
| - Anguilla - Aruba - Barbade - Bermudes - Bonaire - Îles Caïmans - Îles Vierges britanniques - Cuba | - Curaçao - Dominique - République dominicaine - Guyane française - Grenade - Martinique - Montserrat - Porto Rico | - Saint-Christophe-et-Niévès - Sainte-Lucie - Saint-Martin - Saint-Vincent-et-les-Grenadines - Sint Maarten - Îles Turques-et-Caïques |

## Calendrier
| Phase de groupes (2015)          |                            |    |        |
| Journées 1 Journées 2 Journées 3 | 15 avril 17 avril 19 avril | 15 | 15 à 4 |
| Phase finale (2015)              |                            |    |        |
| Demi-finales                     | 22 mai                     | 4  | 4 à 2  |
| Finale                           | 24 mai                     | 2  | 2 à 1  |

## Phase de groupes
Les vainqueurs de chaque groupe sont directement qualifiés pour la suite de la compétition.

### Groupe 1
Les matchs se jouent au Stade Providence de Providence à Guyana.
| Rang | Équipe            | Pts | J | G | N | P | Bp | Bc | Diff |
| ---- | ----------------- | --- | - | - | - | - | -- | -- | ---- |
| 1    | Central FC        | 6   | 2 | 2 | 0 | 0 | 5  | 1  | +4   |
| 2    | Alpha United FC   | 3   | 2 | 1 | 0 | 1 | 4  | 3  | +1   |
| 3    | Inter Moengotapoe | 0   | 2 | 0 | 0 | 2 | 0  | 5  | -5   |

| Résultats (▼dom., ►ext.) |  |     |     |
| Alpha United FC          |  | 1-3 | 3-0 |
| Central FC               |  |     | 2-0 |
| Inter Moengotapoe        |  |     |     |

### Groupe 2
Les matchs se jouent au Stade Ato-Boldon de Couva à Trinité-et-Tobago.
| Rang | Équipe                  | Pts     | J       | G       | N       | P       | Bp      | Bc      | Diff    |
| ---- | ----------------------- | ------- | ------- | ------- | ------- | ------- | ------- | ------- | ------- |
| 1    | W Connection FC         | 4       | 2       | 1       | 1       | 0       | 7       | 1       | +6      |
| 2    | Guyana Defence Force FC | 3       | 2       | 1       | 0       | 1       | 8       | 9       | -1      |
| 3    | SAP FC                  | 1       | 2       | 0       | 1       | 1       | 2       | 7       | -5      |
| 4    | Waterhouse FC           | Forfait | Forfait | Forfait | Forfait | Forfait | Forfait | Forfait | Forfait |

| Résultats (▼dom., ►ext.) |  |     |     |
| W Connection FC          |  | 7-1 | 0-0 |
| Guyana Defence Force FC  |  |     | 7-2 |
| SAP FC                   |  |     |     |

### Groupe 3
Les matchs se jouent au Complexe Sportif des Cayes à Haïti.
| Rang | Équipe                | Pts | J | G | N | P | Bp | Bc | Diff |
| ---- | --------------------- | --- | - | - | - | - | -- | -- | ---- |
| 1    | Montego Bay United FC | 9   | 3 | 3 | 0 | 0 | 8  | 1  | +7   |
| 2    | América FC            | 6   | 3 | 2 | 0 | 1 | 7  | 7  | 0    |
| 3    | CS Moulien            | 3   | 3 | 1 | 0 | 2 | 4  | 5  | -1   |
| 4    | SV Excelsior          | 0   | 3 | 0 | 0 | 3 | 4  | 10 | -6   |

| Résultats (▼dom., ►ext.) |  |     |     |     |
| América FC               |  | 4-2 | 1-4 | 2-1 |
| SV Excelsior             |  |     | 0-1 | 2-3 |
| Montego Bay United FC    |  |     |     | 1-0 |
| CS Moulien               |  |     |     |     |

### Groupe 4
Les matchs se jouent au Stade Sylvio-Cator à Port-au-Prince à Haïti.
| Rang | Équipe                | Pts | J | G | N | P | Bp | Bc | Diff |
| ---- | --------------------- | --- | - | - | - | - | -- | -- | ---- |
| 1    | Don Bosco FC          | 9   | 3 | 3 | 0 | 0 | 16 | 1  | +15  |
| 2    | Lyford Cay FC Dragons | 4   | 3 | 1 | 1 | 1 | 3  | 12 | -9   |
| 3    | Unité sainte rosienne | 2   | 3 | 0 | 2 | 1 | 4  | 5  | -1   |
| 4    | Helenites SC          | 1   | 3 | 0 | 1 | 2 | 3  | 8  | -5   |

| Résultats (▼dom., ►ext.) |  |     |      |     |
| Don Bosco FC             |  | 5-1 | 10-0 | 1-0 |
| Helenites SC             |  |     | 0-1  | 2-2 |
| Lyford Cay FC Dragons    |  |     |      | 2-2 |
| Unité sainte rosienne    |  |     |      |     |

## Phase finale

### Tableau
|  | Demi-finales          | Demi-finales          | Demi-finales    | Demi-finales    |                               |            | Finale      | Finale      | Finale      | Finale      |
|  |                       |                       |                 |                 |                               |            |             |             |             |             |
|  | 22 mai 2015           | 22 mai 2015           | 22 mai 2015     | 22 mai 2015     |                               |            | 24 mai 2015 | 24 mai 2015 | 24 mai 2015 | 24 mai 2015 |
|  | Don Bosco FC          | Don Bosco FC          | 0(1)            | 0(1)            |                               |            | 24 mai 2015 | 24 mai 2015 | 24 mai 2015 | 24 mai 2015 |
|  | Don Bosco FC          | Don Bosco FC          | 0(1)            | 0(1)            |                               |            | 24 mai 2015 | 24 mai 2015 | 24 mai 2015 | 24 mai 2015 |
|  | Central FC tab        | Central FC tab        | 0(3)            | 0(3)            |                               |            | 24 mai 2015 | 24 mai 2015 | 24 mai 2015 | 24 mai 2015 |
|  | Central FC tab        | Central FC tab        | 0(3)            | 0(3)            | Central FC                    | Central FC | 2           | 2           |             |             |
|  | 22 mai 2015           |                       |                 |                 | Central FC                    | Central FC | 2           | 2           |             |             |
|  |                       |                       | W Connection FC | W Connection FC | 1                             | 1          |             |             |             |             |
|  | Montego Bay United FC | Montego Bay United FC | W Connection FC | W Connection FC | 1                             | 1          | 0           | 0           |             |             |
|  | Montego Bay United FC | Montego Bay United FC |                 |                 |                               |            |             | 0           |             |             |
|  | W Connection FC       | W Connection FC       | 1               | 1               |                               |            |             |             |             |             |
|  | W Connection FC       | W Connection FC       | 1               | 1               | Match pour la troisième place |            |             |             |             |             |
|  |                       |                       |                 |                 |                               |            |             |             |             |             |
|  | 24 mai 2015           |                       |                 |                 |                               |            |             |             |             |             |
|  | Don Bosco FC          | Don Bosco FC          | 0               | 0               |                               |            |             |             |             |             |
|  | Don Bosco FC          | Don Bosco FC          | 0               | 0               |                               |            |             |             |             |             |
|  | Montego Bay United FC | Montego Bay United FC | 1               | 1               |                               |            |             |             |             |             |
|  | Montego Bay United FC | Montego Bay United FC | 1               | 1               |                               |            |             |             |             |             |

### Demi-finales
| 22 mai 2015                                                                          | Don Bosco FC      | 0 – 0                                                     | Central FC | Stade Ato-Boldon, Couva |
|                                                                                      |                   |                                                           |            | Arbitrage : Karl Tyrell |
| Jhon Benchy Estama · Junio Delva · Monuma Constant Jr. · Jean Schwetzer Saint-Hubert | Tirs au but 1 – 3 | Elton John · Leston Paul · Akeem Benjamin · Uriah Bentick |            |                         |

| 22 mai 2015 | Montego Bay United FC | 0 – 1 | W Connection FC  | Stade Ato-Boldon, Couva   |                           |
|             |                       |       | Hashim Arcia 70e | Arbitrage : Adrian Skeete | Arbitrage : Adrian Skeete |

### Rencontre pour la troisième place
La rencontre pour la troisième place permet de déterminer la dernière équipe se qualifiant pour la Ligue des champions de la CONCACAF 2015-2016.
| 24 mai 2015 | Don Bosco FC | 0 – 1 | Montego Bay United FC | Stade Ato-Boldon, Couva  |                          |
|             |              |       | Owayne Gordon 70e     | Arbitrage : Kimbell Ward | Arbitrage : Kimbell Ward |

### Finale
Les deux équipes finalistes sont qualifiées pour la Ligue des champions de la CONCACAF 2015-2016.
| 24 mai 2015 | Central FC                             | 2 – 1 | W Connection FC   | Stade Ato-Boldon, Couva   |                           |
|             | Jean-Luc Rochford 27e · Jamal Jack 69e |       | Neil Benjamin 90e | Arbitrage : Sherwin Moore | Arbitrage : Sherwin Moore |

| Champion des Caraïbes 2015 |
| -------------------------- |
| Central FC Premier titre   |